# 仙台国际中心
仙台国际中心（日语：／ Sendai Kokusai Senta */?）是位于日本宫城县仙台市青叶区的展览中心和国际交流设施，由会议栋和展示栋组成。

## 设施
仙台国际中心由2座建筑组成，分别为会议栋和展示栋。若同时使用2座建筑，则可以同时容纳6,000人入场。
会议栋于1991年竣工并正式对外开放。会议栋共分为3层，设有可容纳1,000人的大礼堂、展示·接待大厅、大会议室、中会议室和小会议室等房间。除了各种音响、照明设备外，会议栋内还搭载了6種语言的同声传译设备。此外，在会议栋1楼还特别设有允许市民自由进出的空间。考虑到仙台国际中心地处仙台城周边，会议栋的外观被设计为兼具日本古城特色和现代风格的样式。各个会议室内的天花板的图案被设计为青叶山和仙台湾的景象。
位于会议栋西侧的展示栋于2014年3月7日开始建设，并于同年12月26日竣工、于2015年1月28日正式对外开放。展示栋仅有1层，共设有5个展示室、6个会议室和2个接待室。其中，最大的展示室面积达3,000平方公尺，且没有任何支撑柱，方便各种展示活动的开展。此外，展示栋内还设有食品储藏间、等候室和哺乳室等房间。除召开会议外，展示栋还可承办展览、商品交易会等活动。

## 主要活动
自1992年以来，每年9月，仙台地球节均会在仙台国际中心举办。与之相关的每月例会也均在仙台国际中心举行。然而，自2020年以来因2019冠状病毒病日本疫情扩散，仙台地球节而被迫中止。
2015年3月，第3届世界减灾大会的主会场被设为仙台国际中心。除会议栋外，在会议举办前刚刚落成的展示栋也被同时使用。

## 交通
2015年12月，仙台市地下铁东西线开通。该线路的国际中心站紧邻展示栋的北侧。